# باهرة كنتالا
باهرة كنتالا (الاسم العلمي: Agave cantala) هو نوع من النباتات يتبع جنس الباهرة من الفصيلة الهليونية.